# رولاند بوركي
رولاند بوركي هو عسكري كندي، ولد في 28 نوفمبر 1885 في لندن في المملكة المتحدة، وتوفي في 29 أغسطس 1958.